# Jaeden Martell
Jaeden Martell (rođen Lieberher; Philadelphia, 4. siječnja 2003.), američki glumac. Ostvario je zapaženu ulogu Billa Denbrougha u filmu Ono (2017.). Pojavio se i u filmu Knives Out (2019.)

## Rani život
Martell je rođen 4. siječnja 2003. u Philadelphiji kao sin Wesa Lieberhera i Terese Martell. Njegova baka s majčine strane je Korejka. Živio je u Južnoj Philadelphiji do osme godine, kada odlazi živjeti u Los Angeles.

## Porijeklo
Martell je korejskog porijekla s majčine strane te mješovitog njemačkog, engleskog, francuskog, belgijskog, škotskog i irskog porijekla.